# エジソン (曲)
「エジソン」は、水曜日のカンパネラの楽曲である。2022年2月25日にワーナーミュージック・ジャパンから「招き猫」とともに配信シングルとして発売された。作詞作曲はケンモチヒデフミで、本当は発明家になりたいのに音楽家としてブレイクしてしまったバンドマンの姿を描いた楽曲となっている。Billboard Japan Hot 100では最高位13位を記録。
2022年10月14日に公開された『THE FIRST TAKE』の第254回ではオリジナルアレンジで披露され、この時のパフォーマンスが12月9日に配信限定で発売された。

## 制作
「エジソン」は、2022年の初め頃に作られた。ケンモチは本作についてボーカルが詩羽に替わって間もないタイミングで、あまり「従来の水曜日のカンパネラのマナー」を引っ張りすぎることがよくないことと、その調整をしながら今後やっていこうと思いながら作ったことから「過渡期の曲」としている。歌詞では本当は発明家になりたいのに、なぜか音楽家でブレイクしてしまったバンドマンの姿が描かれている。ケンモチは多くの楽曲を「お題ありき」で作り始めており、その中で本作は「エジソン」というタイトルをもらいみんなの知ってるエジソンのストーリーに、カンパネラ流に新しく付け加えたストーリーを混ぜ合わせようというところから膨らませて作られた。
「エジソン」の曲のキーはC♯マイナーで、テンポは130BPM。『Story Writer』の西澤裕郎は、2022年4月6日に公開したライブレポートでこれぞ水カン！といった、キックの音が気持ちいいテックハウス楽曲と紹介している。

## リリース・反響
2022年2月1日、2月25日に「エジソン」を「招き猫」と同時発売することを発表。配信シングル『招き猫/エジソン』は、新体制後第2弾シングルとなった。同月7日に放送されたJ-WAVE『SONAR MUSIC』で初オンエアとなった。5月25日には配信EP『ネオン』が発売され、「エジソン」は3曲目に収録された。
Billboard Japan Hot 100では発売からしばらくの間ランク圏外だったが、19週目の2022年6月29日に公開されたチャートで初登場46位を記録し、25週目の8月10日に公開されたチャートで最高位13位を記録した。その後49週目で再びチャート圏外となったが、翌週の2023年2月1日に公開されたチャートで78位に返り咲いた。ケンモチによると、発売当初は「『招き猫』のほうがウケるんじゃないか」と思っていたことから1曲目を「招き猫」に設定したとのことで、最終的に2曲目の「エジソン」のほうが人気が高かったことから「なかなかそういう読みは難しいなと（笑）」と語っている。日本レコード協会からストリーミングでプラチナ認定を受けた。
「エジソン」はSNS上の多くの動画で使用された楽曲で、本作を使用した動画の総再生数は2022年12月8日時点で27億回を超えている。2022年7月6日に公開されたBillboard JAPANによる「TikTok Weekly Top 20」では第1位を獲得し、7月20日に公開の同チャートまでの3週連続で首位を獲得した。また、本作の歌詞「踊る暇があったら発明してえ」は、TikTok流行語大賞2022のミュージック部門を受賞した。

## ミュージック・ビデオ
楽曲が発売された2022年2月25日に「エジソン」のミュージック・ビデオが公開された。渡邉直が監督を務めた作品で、研究所で発明に奮闘している様子を中心とした構成になっている。ミュージック・ビデオでは楽曲に合わせて高速ステップを披露するシーンがあるが、これはダンサーのMiyuによるもの。3月11日にHz-Shibuyaで開催された「Miyu Presents Step into the Metaverse」では、本作のミュージック・ビデオに登場する部屋を再現した特別展示が公開され、ミュージック・ビデオの「足ダンス」風の動画を撮影することができた。
12月14日にはドラマ『ウェンズデー』の世界観と融合させたコラボミュージックビデオが公開された。このコラボミュージックビデオの監督も渡邉が務めた。

## 『THE FIRST TAKE』での披露
2022年10月26日に公開された『THE FIRST TAKE』の第254回に水曜日のカンパネラが出演し、「エジソン」を披露した。『THE FIRST TAKE』で披露された「エジソン」は、詩羽のアカペラで始まるというオリジナルアレンジになっている。この時のパフォーマンス映像は、同年12月9日時点で832万回の視聴回数を記録している。また、12月9日より音源配信が開始された。
『THE FIRST TAKE』でのアレンジは、12月7日に渋谷CLUB QUATTROで開催された『RELEASE PARTY〜LET'S PARTY3〜 supported by JBL』や、12月19日に放送されたTBS系『CDTVライブ!ライブ! クリスマス4時間SP』でも披露された。

## シングル収録曲
| 全作詞・作曲・編曲: ケンモチヒデフミ。 |              |                  |                  |      |
| #                                      | タイトル     | 作詞             | 作曲・編曲       | 時間 |
| 1.                                     | 「招き猫」   | ケンモチヒデフミ | ケンモチヒデフミ | 3:10 |
| 2.                                     | 「エジソン」 | ケンモチヒデフミ | ケンモチヒデフミ | 3:14 |
| 合計時間:                              | 合計時間:    | 6:24             |                  |      |

| #         | タイトル                           | 作詞 | 作曲・編曲 | 時間 |
| --------- | ---------------------------------- | ---- | ---------- | ---- |
| 1.        | 「エジソン - From THE FIRST TAKE」 |      |            | 3:02 |
| 合計時間: | 合計時間:                          | 3:02 |            |      |

## チャート成績

### 週間チャート
| チャート (2022年 - 2023年)  | 最高位 |
| --------------------------- | ------ |
| 日本 (Japan Hot 100)        | 13     |
| 日本 (オリコン合算シングル) | 18     |

### 年間チャート
| チャート (2022年)    | 順位 |
| -------------------- | ---- |
| 日本 (Japan Hot 100) | 78   |

## 認定
| 国/地域                  | 認定           | 認定/売上数    |
| ストリーミング           | ストリーミング | ストリーミング |
| ------------------------ | -------------- | -------------- |
| 日本 (RIAJ)              | Platinum       | 100,000,000    |
| 認定のみに基づく再生回数 |                |                |

## カバー
- 千寿暦（鳥部万里子） - 2024年2月17日にゲーム『ワールドダイスター 夢のステラリウム』に追加収録。